# Cueva de Etxeberri
La cueva de Etxeberri se encuentra en Camou-Cihigue, localidad y comuna francesa, situada en el departamento de Pirineos Atlánticos en la región de Aquitania y el territorio histórico vascofrancés de Sola. En ella se vienen realizando estudios científicos desde principios del siglo XX, y adquirió especial renombre el año 1950, cuando se halló en ella un importante conjunto de arte rupestre.
Situada en el barrio denominado Kanpañaga, se cita en la bibliografía con nombres diversos: Compagnaga, Campagnaga, Kanpañana, Etcheverry, Etcheberri, Echeverri...

## Situación geográfica
La cueva de Etxeberri se encuentra a una cota de 440 m sobre el nivel del mar, al este del macizo de los Arbailles, en la vertiente oeste de un circo conformado por calizas urgonianas.
Los Arbailles conforman un conjunto montañoso de unos 20 km de largo por 6 km de ancho, situado en el extremo oeste de la cadena pirenaica, a unos 50 km del mar. Sus cimas principales son Behorlegi, Hauskoa, Bohorkortia, Etxekortia, Zaboze, Beltxu y Belhi, de unos 1100 m de altura, y es de carácter kárstico.

## Descripción de la cavidad
La cueva de Etxeberri es una cavidad de unos 200 metros abierta a favor de una diaclasa en dirección N-S. A pesar de que su desarrollo es principalmente horizontal, tras pasar una sala llena de grandes bloques desprendidos del techo, hay que superar algunos resaltes y pozos; también hay pasos estrechos, y tres pequeños lagos variables según el clima. A unos 150 metros comienza la zona decorada, en la llamada Sala de las Pinturas; a continuación viene un gran pozo vertical, alrededor del cual hay más zonas con manifestaciones artísticas (la Estrechez, la Grieta y la Cornisa); descendiendo el pozo se accede a un nivel inferior, con unos 30 metros de desarrollo adicional.

## Historia de las investigaciones

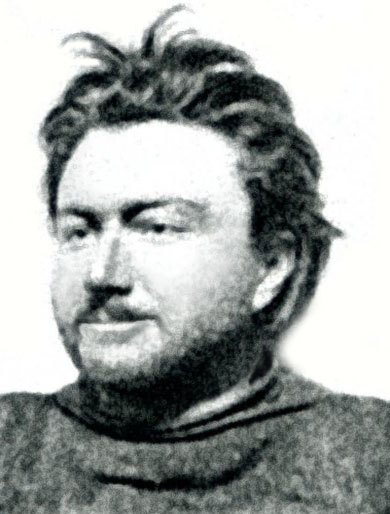
Emil Racovitza

A pesar de que la cueva de Etxeberri es conocida desde antaño, su primera referencia en la literatura científica es de 1907. Desde principios del siglo XX, los bioespeleólogos Emil Racovitza y René Jeannel estaban realizando muestreos de fauna en varias cavidades de los Arbailles; en 1907 visitaron Etxeberri, y también en 1908. En sus exploraciones llegaron hasta la zona de los lagos; y registraron la presencia en la cavidad de la especie Speonomus alexinae.
La siguiente referencia es de José Miguel Barandiaran, que se encontraba refugiado en la zona con motivo de la Guerra Civil Española. Durante sus trabajos arqueológicos y etnográficos, visitó la cavidad en mayo de 1937, sin detectar no obstante yacimiento alguno.
En 1938, el entomologista del Museo de Historia Natural de París André Reymond, colaborador de Jeannel, visitó Etxeberri junto con varios jóvenes ayudantes. Además del muestreo bioespelelógico, dos de ellos (Georges Schlumberger y Jacques Labeyrie) ensancharon una gatera detrás de los lagos; tras dos días de esfuerzos, consiguieron acceder a un nuevo sector, que exploraron hasta el pozo. Labeyrie relata que vieron un pequeño bisonte, aunque no le dieron importancia. El hallazgo de las nuevas galerías atrajo nuevos visitantes, y durante los años siguientes la cueva sufrió una notable degeneración: rotura de espeleotemas, ensuciamiento de paredes y deterioro de las todavía no identificadas obras de arte rupestre.
La identificación del arte rupestre se realizó en 1950. A comienzos de año los espeleólogos Bouillon, Capdevielle, Dupuis y Rekalt habían descubierto nuevas galerías en el nivel inferior. El 1 de mayo, se montó una expedición para explorar el nuevo nivel. Acudieron varios compañeros de Pau y Oloron (Duchemin, Landau, Liquet, Réberel y Laplace-Jauretche) quienes fueron guiados por los suletinos Michel Bouillon y Pierre Boucher. Tras realizar la exploración se encaminaron hacia fuera, y Boucher, que cerraba la marcha, se fijó en un pequeño caballo rojo (en la que hoy se conoce como Sala de las Pinturas); examinando la sala, comprobaron que había muchas más imágenes.
Inmediatamente, los exploradores instalaron un cierre en la gatera de acceso. Una semana después, acudió a examinar el lugar José Miguel Barandiaran (a la sazón directivo de la Société Meridionale de Spéologie et de Préhistoire y delegado de la Sociedad Prehistórica Francesa); en esta visita, Jean Marie Rekalt identificó nuevas pinturas en la Grieta. El 15 de mayo el yacimiento se catalogó oficialmente con la visita de M. Meroc, responsable regional de arqueología.
La investigación y protección de la cavidad corrió a cargo de Georges Laplace-Jauretche y su equipo. Junto con Bouillon y Boucher,  pasaron instrucciones a los espeleólogos del departamento, recomendando descender el pozo directamente con cuerda, sin usar la Grieta. Jacques Labeyrie, en visita girada en agosto de 1950 con Marcel Loubens, Max Cosyns y Robert Levi (se encontraban explorando simas en el puerto de la Piedra de San Martín) pudo comprobar la degradación que la cavidad había sufrido desde 1938; durante esta visita encontraron nuevas pinturas, que notificaron a Laplace-Jauretche. A pesar de las instrucciones las visitas incontroladas prosiguieron, afectando considerablemente a la cavidad. Los trabajos del equipo de Laplace-Jauretche se prolongaron hasta 1952: se recogieron materiales (utensilio de piedra en la Repisa, buril y ocre en la gatera, tizones bajo un espeleotema), se reprodujeron las figuras en papel, y se tomaron fotografías.
En la década de los 70, investigadores bearneses realizaron nuevos descubrimientos: en 1976, Jean Pierre Besson (Société de Spéléologie et Préhistoire des Pyrénées Occidentales, SSPPO) encontró un buril de sílex en la Sala de las Pinturas. En 1978, Eric de Valicourt (SSPPO) halló marcas de dedos sobre las figuras de la Grieta. En 1979, Michel Lauga (Groupe Spéléologique Gaves) identificó un nuevo caballo en la Sala de las Pinturas, a 5 metros de altura; el mismo año, Valicourt y Lauga encontraron restos de cerámica en los escombros de obra del nuevo cierre que se había instalado en la cueva, entregándoselos a Boucher.
En 1987, Patrick Paillet comenzó una revisión del arte rupestre de Etxeberri, recopilando lo que se había identificado hasta el momento (ver apartado “Arqueología”). En la década de los 90, Pierre Boucher dejó el trabajo de guardián y guía en favor de Panpell Blasquiz y A. Queudray, del grupo de espeleología Basabürüko Lezentzat. En 1993, Dominique Ebrard (del grupo cultural Ikerzaleak) identificó nuevos grabados y pinturas; además, acompañado de Blasquiz, realizó en 1994 un sondeo arqueológico en el lugar donde aparecieron los restos de 1979; identificaron una tumba del siglo III/IV. En 2001, el mismo Ebrard encontró una amplia mancha de ocre detrás del caballo de 1979.

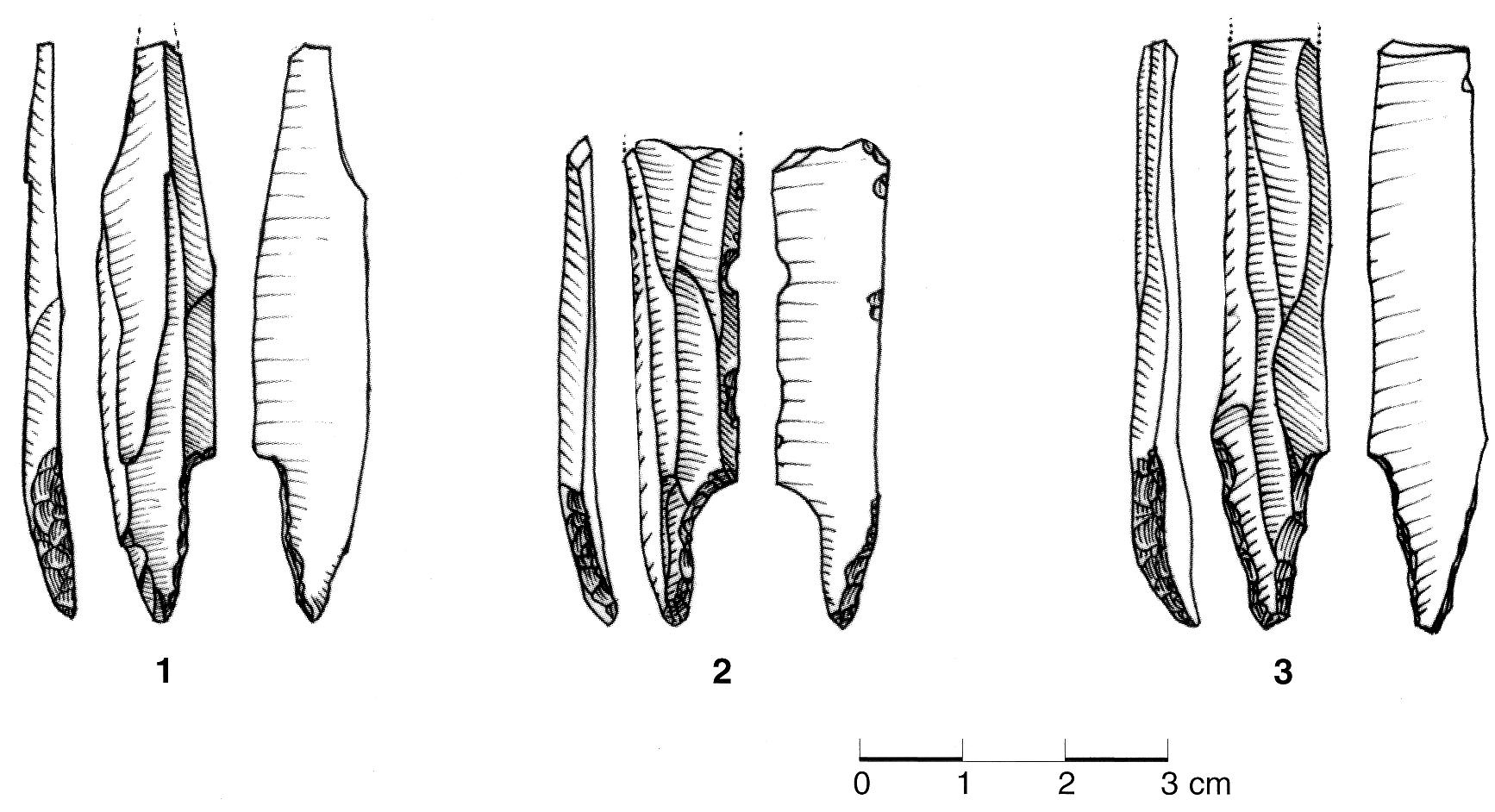
Tres ejemplos de puntas de muesca, parecidas a la encontrada en 2009.

En el año 2007, el equipo del arqueólogo Diego Garate comenzó una revisión del arte rupestre de los Arbailles (cuevas de Etxeberri, Sinhikole y Sasiziloaga). En Etxeberri los primeros trabajos estuvieron a cargo de espeleólogos de G. S. Gaves, quienes equiparon la cavidad con cuerdas e instalaciones de seguridad; seguidamente comenzaron a trabajar los arqueólogos (documentación del arte conocido, prospección de nuevas manifestanciones, análisis de pigmentos y otros restos). En 2008 se encontraron restos de ocre y sílex en la superficie del suelo de la Sala de las Pinturas. El Comité Departamental de Espeleología 64 (CDS64) se encargó de realizar la topografía de la caverna (Lauga, Joël Danflous, Michel Douat, Marie Claude Douat). En 2009, S. Petrognani halló un artefacto de piedra (punta de muesca) en la Cornisa. En 2010 se practicó un sondeo arqueológico en el lugar de los hallazgos de 2008: aparecieron cuatro piezas líticas, cuatro fragmentos de ocre, seis pequeños huesos calcinados y un fragmento de lapa. Las pruebas de radiocarbono practicadas a los huesos dieron una cronología del Magdaleniense medio (hace 13370-13770 años); la lapa, en cambio, fue datada en el Magdaleniense inicial (hace 16570 años, cronología compatible con la tipología del artefacto hallado en 2009).

## Problemas de conservación

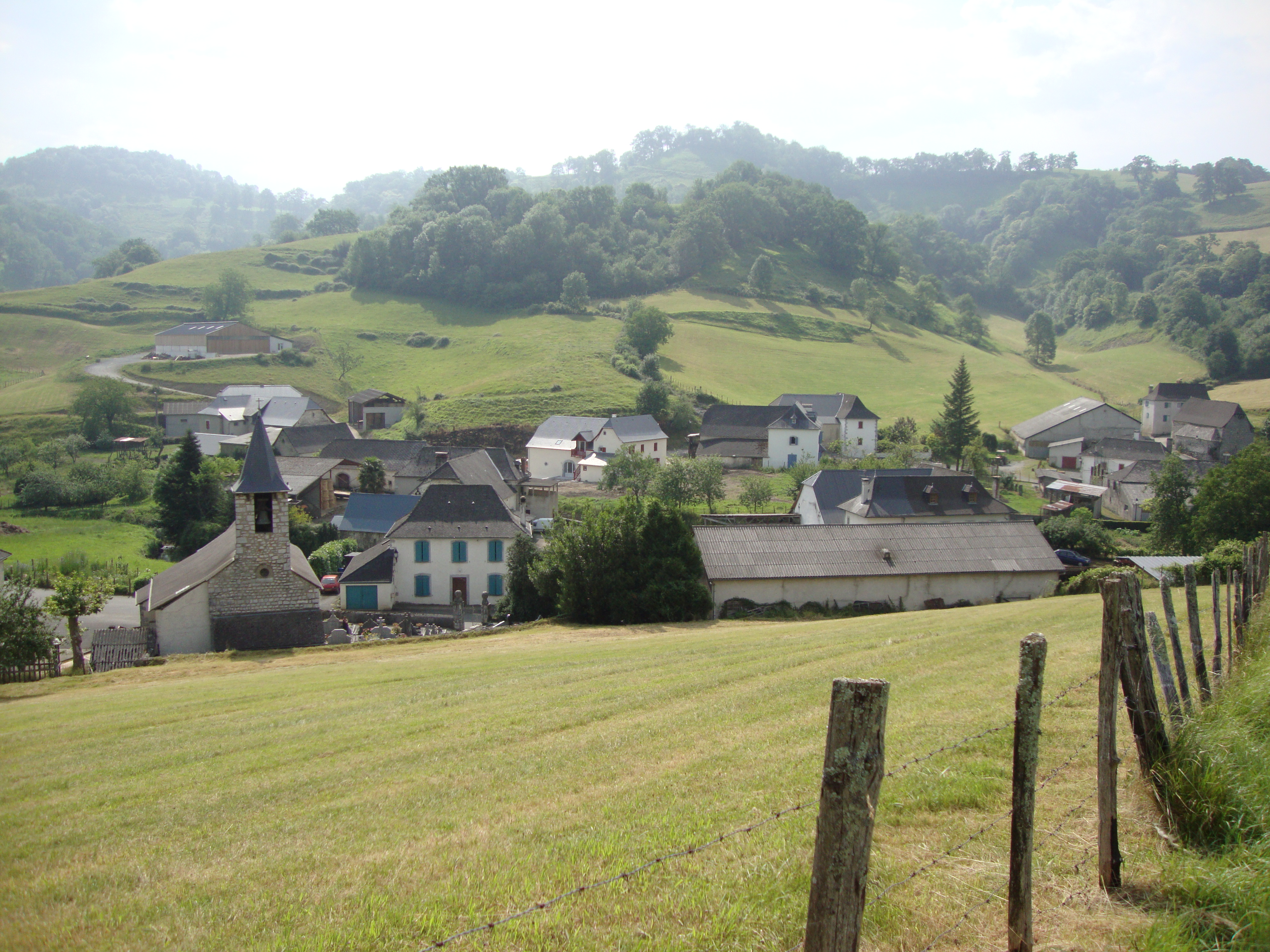
Camou.

Tras la desobstrucción de 1938 las visitas aumentaron; pero después del descubrimiento del arte en 1950, la degeneración de la cueva de Etxeberri se intensificó considerablemente:
- El cerramiento de la gatera aparecía roto frecuentemente; hay constancia de que fue repuesto al menos 10 veces.
- En 1966 aparecieron grafitis de acetileno en la Sala de las Pinturas, que Boucher se encargó de limpiar.
- En 1967, ante la persistencia de las visitas incontroladas, Laplace-Jauretche interpuso una denuncia en la comisaría de Tardets; los gendarmes realizaron interrogatorios en el barrio, acompañados por Boucher, pero no pudieron aclarar nada: era demasiada la gente que visitaba la cueva.
- En 1979 las instituciones encargadas de la conservación encargaron el cierre de la cavidad a una empresa especializada de Dordoña.
- En 1987, Paillet, Boucher y B. Laborde encontraron la puerta forzada. Se encargó su reparación a un artesano local, y se realizó una limpieza de la basura que los visitantes abandonaban en la cueva.
- En 1992, los nuevos encargados Blasquiz y Queudray encontraron un paso horadado por debajo de la puerta.
- En 1993, Ebrard y Blasquiz encontraron el bisonte de la Grieta deteriorado con marcas de botas (de la gente que seguía bajando por la grieta en oposición). Se acordó un nuevo cierre en hormigón con la alcaldía de Camou-Cihigue y los propietarios del terreno, que se realizó en 1994.

## Arqueología
Según los datos aportados por las investigaciones, la cueva de Etxeberri no ha sido un lugar de habitación: los restos hallados en la entrada indican que se empleó como sepultura, y el complicado acceso a la zona decorada apunta a su uso ritual, reservado a un pequeño grupo de personas.

### Arte rupestre
Laplace-Jauretche describió 38 figuras en la cueva de Etxeberri: un pectiforme, diez caballos, dos bisontes, dos íbices, puntos y líneas. En la revisión bibliográfica de 1989, Paillet recopiló referencias de 68 imágenes, muchas de las cuales se han deteriorado tanto por descuido como voluntariamente; es el caso de un gran bisonte en la Sala de las Pinturas sobre el que se realizaron pintadas, o las 16 manifestaciones de arte de la Grieta que están deterioradas (de un total de 18).
El arte rupestre de la cueva de Etxeberri se encuentra en diferentes zonas:
- Sala de las Pinturas: contiene más de la mitad de las obras artísticas. En ambas paredes hay caballos de gran tamaño, un bisonte y un íbice; en la parte baja de la pared derecha, hay figuras más pequeñas pintadas en rojo y negro. Al final de esta sala existen un punto, una mancha más grande, y un caballo.
- Cornisa: en el suelo hay un caballo grabado en la arcilla; su estado de conservación es bueno, al encontrarse fuera del camino habitualmente usado por los visitantes.
- Grieta: es un paso de unos 50 cm de ancho, cuya estrechez impide la observación en perspectiva de las figuras. En ella se han encontrado: marcas digitales;[8] un friso de caballos negros y grabados; un bisonte negro; un signo rojo; y varias pinturas no determinadas. Como los visitantes furtivos han usado profusamente esta grieta para bajar al pozo adyacente, muchas de estas figuras se encuentran deterioradas.

### Cronología
El arte de la cueva de Etxeberri constituye uno de los denominados “santuarios profundos”, es decir, establecidos a propósito en lugares remotos, apartados de la entrada de la gruta. Según Leroi-Gourhan este tipo de santuarios corresponden al Magdaleniense Medio, dato que coincide con el estilo de las figuras. La mayoría de las pruebas de radiocarbono realizadas por el equipo de Garate sobre los materiales de la Sala de las Pinturas corroboran esta cronología principal (hace 13370-13770 años); no obstante, algunos indicios (la lapa de la Sala de las Pinturas y el artefacto lítico de la Cornisa) indican que pudo haber una utilización de la cueva 3000 años antes.
Por otra parte, la factura de las imágenes parece corresponder a diferentes épocas: las de mayor tamaño, hechas a base de arcilla, pueden ser posteriores a las pintadas con ocre y negro. En cualquier caso, parece ser que el período de uso del santuario no se prolongó durante muchos milenios.